# تبولة

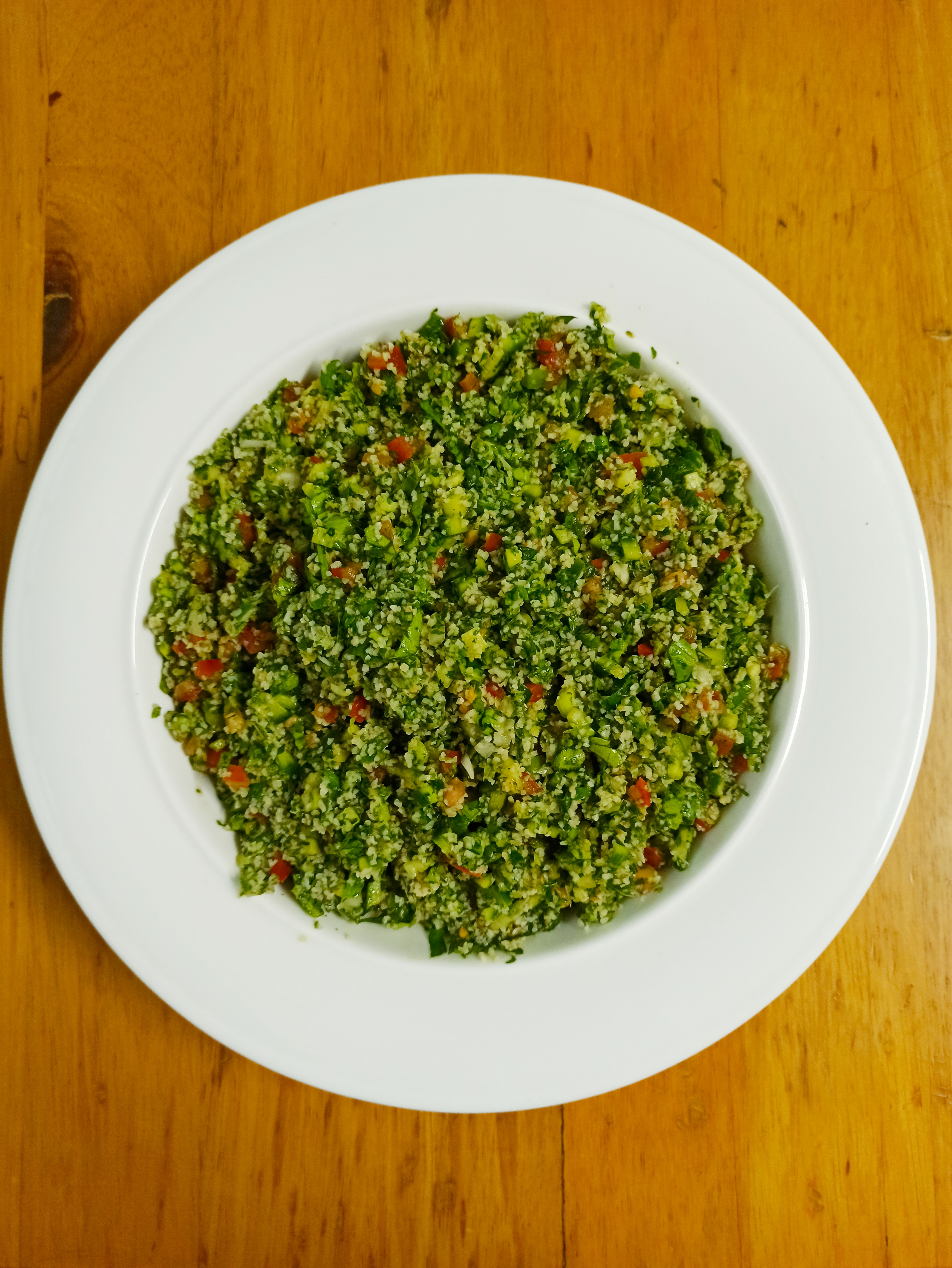
سلطة التبولة اللبنانية

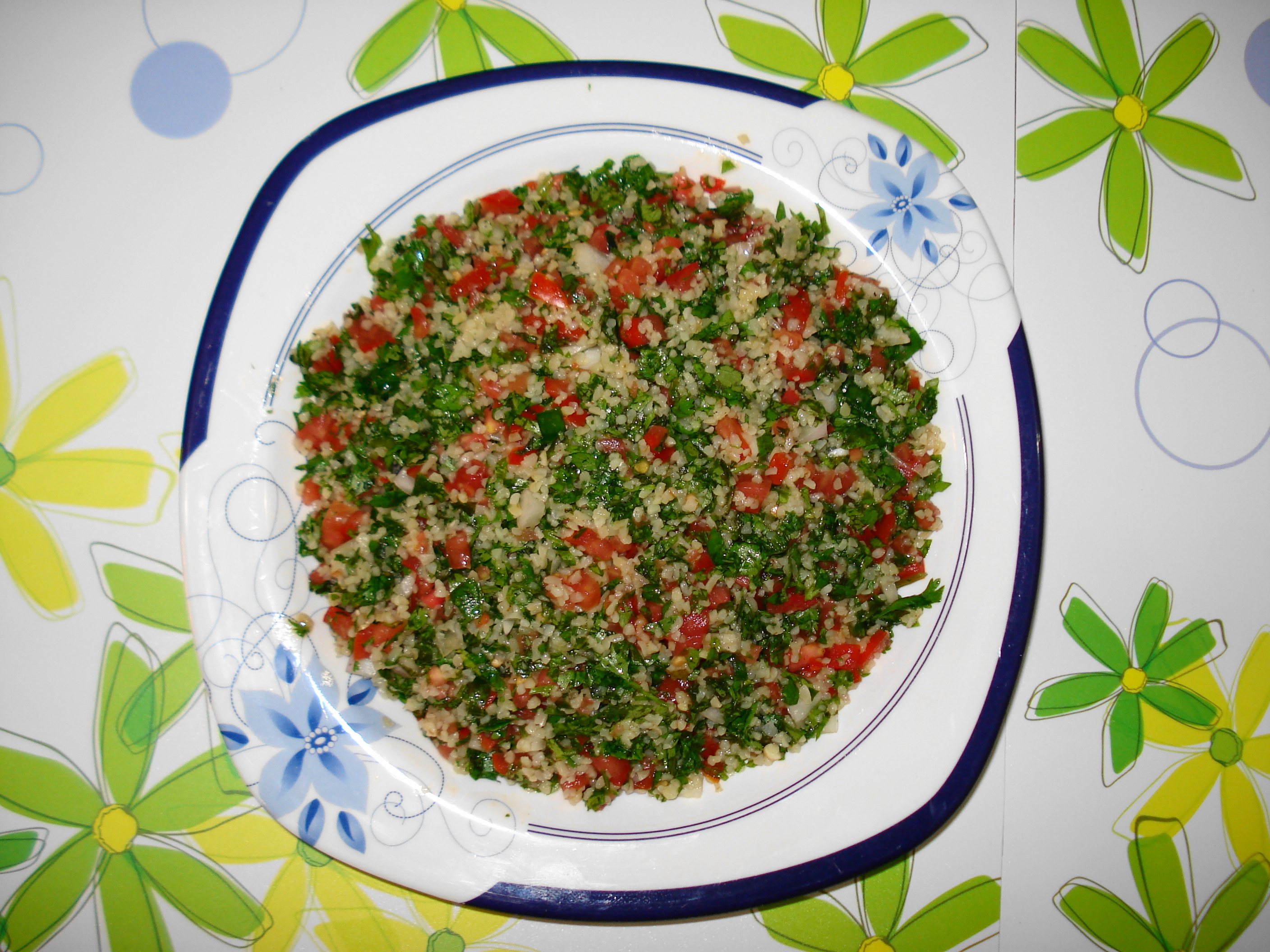
تبٌولة يظهر البرغل فوقها بوضوح

التبّولة هي سلطة شعبية متوسطية وتعتبر نوع من أنواع المزة، المشهورة في بلاد الشام، وانتشرت بين باقي بلدان حوض المتوسط. تتكون سلطة التبّولة من البقدونس، والبندورة المقشرة والبرغل، والنعناع الأخضر، ويضاف إليها زيت الزيتون، والليمون و البصل الأخضر، والملح.
التبولة معروفة أيضا في البرازيل والدومينيكان حيث تعرف باسم tipili وذلك بسبب وجود مهاجرين ذوي أصول لبنانية من بلاد الشام.

## أرقام قياسية
سجل 300 طباخ لبناني رقما قياسيا في كتاب «غينيس» بتحضيرهم أكبر صحن «تبولة»، محققين بذلك ثالث فوز للبنان هذه السنة في مجال الطعام. وذكر موقع "NOW Lebanon " أن 250 طباخا و50 رئيسا للطباخين من مؤسسة الكفاءات الخاصة قاموا يوم أمس الأحد تحت إشراف ممثل «غينيس» للأرقام القياسية وسط بيروت، بتقطيع أكثر من 3,5 طن من البقدونس والطماطم والبصل والنعناع ليصنعوا الطبق الفائز الذي بلغ قطره 5 أمتار، الذي أضافوا إليه عصير الليمون الحامض وزيت الزيتون والمتبلات.
ويهدف منظمو هذه الفعالية إلى التأكيد على أن التبولة صناعة وابتكار لبناني 100 بالمائة.

## المعلومات الغذائية

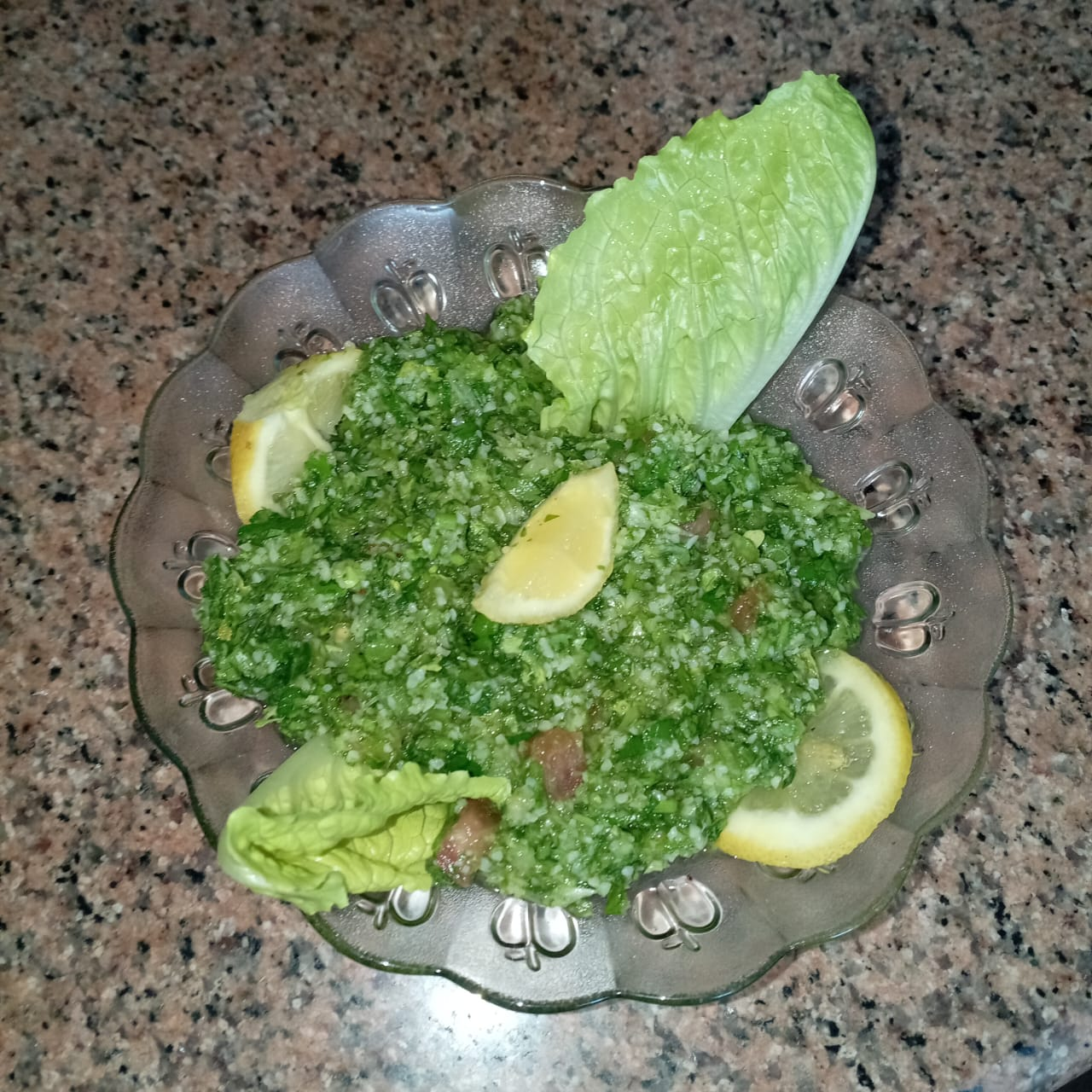

تحتوي وجبة التبولة (175غ تقريباً) بحسب موقع شهية، على المعلومات الغذائية التالية:
- السعرات الحرارية: 199
- الدهون: 14
- الدهون المشبعة: 2
- الكوليسترول: 0
- الكاربوهيدرات: 18
- البروتينات: 2

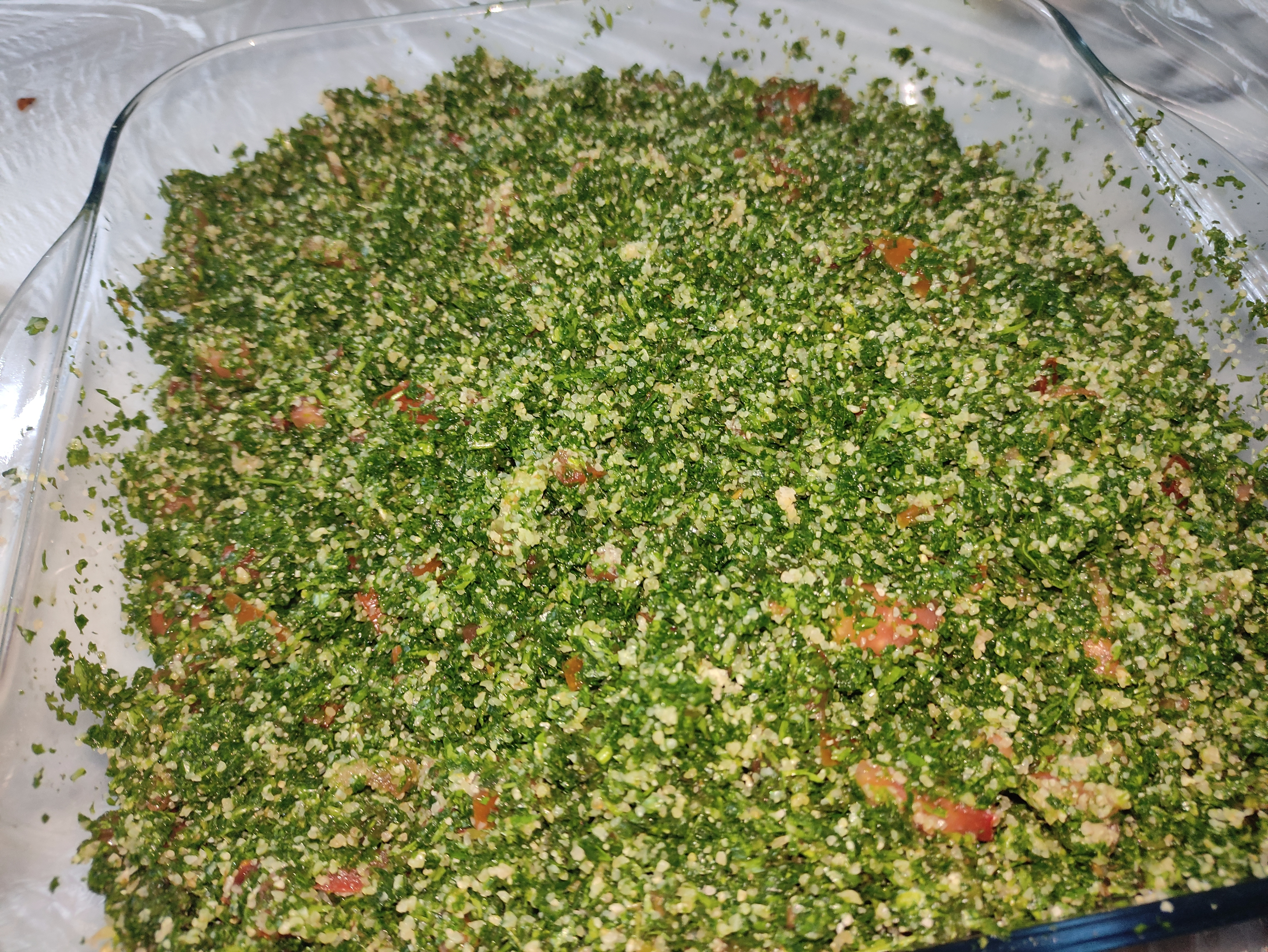
تبولة

مع العلم أن هذه الوصفة تحتوي على دبس الرمان